# Glacier des Rognons
Le glacier des Rognons est un glacier de France situé dans le massif du Mont-Blanc, sur la commune de Chamonix-Mont-Blanc.
Le glacier naît sur l'ubac des aiguilles des Grands Montets et Verte, à environ 3 200 mètres d'altitude, et se dirige vers le nord-est en direction du glacier d'Argentière qu'il alimente en partie en glace. Il est entouré par les glaciers Grands Montets, de la Pendant et de Lognan à l'ouest, le glacier de la Verte au sud-ouest qui l'alimente en glace via des chutes de sérac et le glacier de Talèfre au sud sur l'adret de l'aiguille Verte et des Droites.

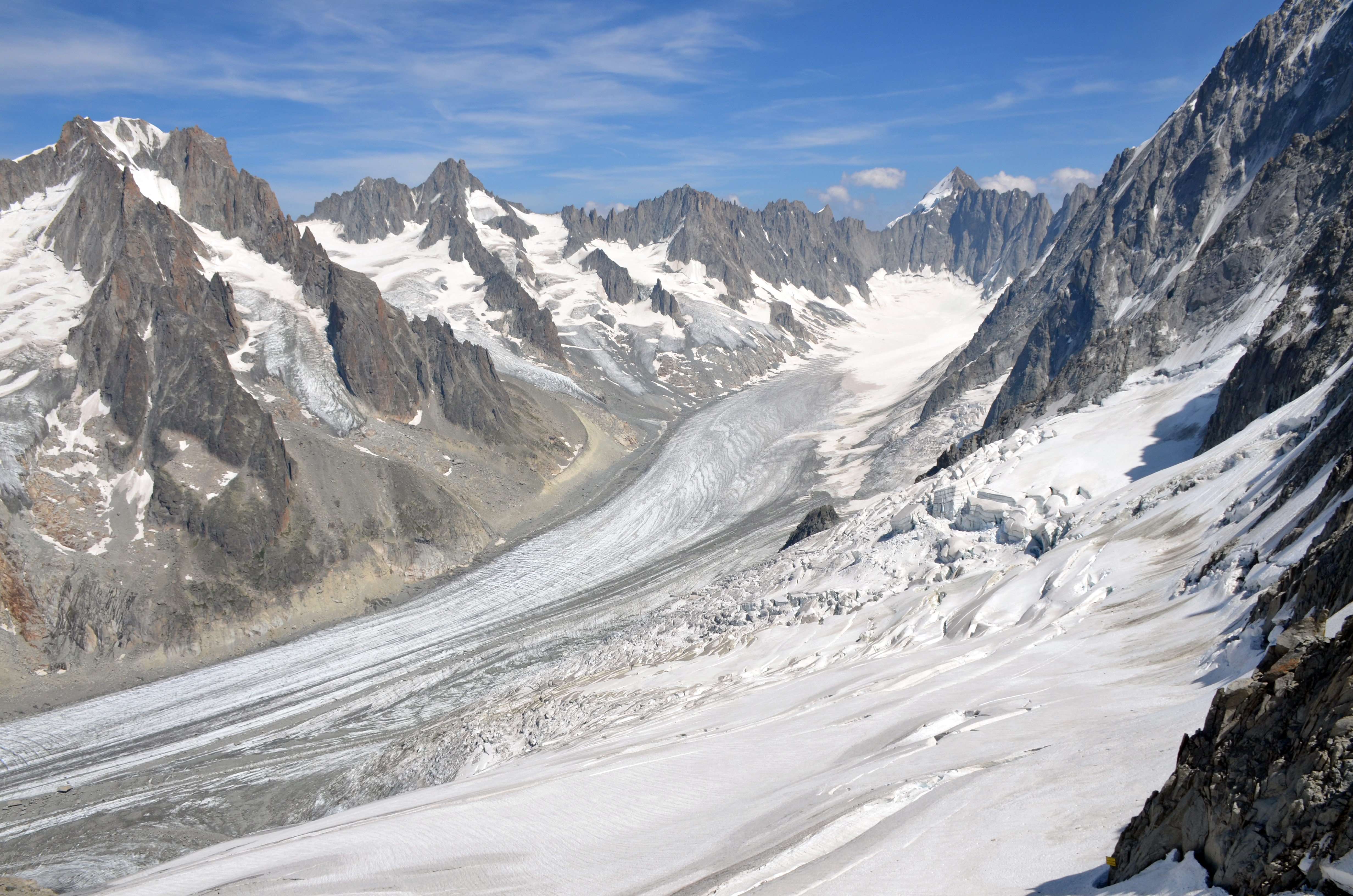
Le glacier des Rognons au premier plan surplombant le glacier d'Argentière et dominé notamment par l'aiguille d'Argentière (à gauche) et le mont Dolent (dans le fond de la vallée).